# Алмалы (Таскалинский район)
Алмалы (каз. Алмалы, до 2010 г. — Кирово) — село в Таскалинском районе Западно-Казахстанской области Казахстана. Входит в состав Казахстанского сельского округа. Код КАТО — 276045400.

## Население
В 1999 году население села составляло 125 человек (61 мужчина и 64 женщины). По данным переписи 2009 года, в селе проживало 57 человек (30 мужчин и 27 женщин).